# Harvey Charters
Pour les articles homonymes, voir Charters.
Harvey Charters (né le 8 mai 1912 et mort le 17 juillet 1995) est un céiste canadien. 

## Carrière
Né à North Bay en Ontario, Charters participe aux Jeux olympiques d'été de 1936 à Berlin et remporte deux médailles avec Frank Saker soit la médaille d'argent dans l'épreuve du C2-10000m et la médaille de bronze dans l'épreuve C-2 1000m. 